# Liste der Bodendenkmale in Mülsen
In der Liste der Bodendenkmale in Mülsen sind die Bodendenkmale der Gemeinde Mülsen und ihrer Ortsteile nach dem Stand der Auflistung von Volkmar Geupel aus dem Jahr 1983 aufgelistet. Eventuelle Änderungen und Ergänzungen, insbesondere aus der Zeit nach der Wende, sind nicht berücksichtigt, da für Sachsen aktuell keine neueren allgemein zugänglichen Bodendenkmallisten vorliegen. Die Baudenkmale sind in der Liste der Kulturdenkmale in Mülsen aufgeführt.
| Denkmal-ID | Fundart            | Ortsteil | Bezeichnung                  | Zeitstellung | Lage                                      | Bemerkungen | Bild |
| ---------- | ------------------ | -------- | ---------------------------- | ------------ | ----------------------------------------- | --- | ---- |
| ?          | Befestigung > Burg | Thurm    | Wasserburg „Wahl“, „Schloss“ | Mittelalter  | nordwestlicher Ortsausgang, Mülsenbachaue | ursprünglich Niederungsburg mit befestigtem Hof, durch Graben getrennt, völlig überbaut, Schutz seit 18. Januar 1971 |      |